# Anna Artyschuk
Anna Walentyniwna Artyschuk (ukrainisch Анна Валентинівна Артишук; * 9. Februar 2001 in Kowel) ist eine ukrainische Volleyballnationalspielerin.

## Karriere
Artyschuk spielte von 2017 bis 2022 bei Volyn Universytet Odush. In der Saison 2022/23 war die Diagonalangreiferin bei SC Prometey Dnipro aktiv. Der Verein schied in der Champions League nach der Vorrunde aus. Danach wechselte Artyschuk zum tschechischen Erstligisten VK Olomouc. 2024 wurde die ukrainische Nationalspielerin vom deutschen Bundesligisten VfB 91 Suhl verpflichtet.